# 体験型イベント用山車
体験型イベント用山車（たいけんがたイベントようだし）は、茨城県石岡市が地域の伝統文化である常陸國總社宮大祭（石岡のおまつり）の継承・振興を目的に計画した事業であり、地域住民や来訪者が山車の曳行やお囃子演奏などを体験できるイベント用山車の製作が構想されたものである。

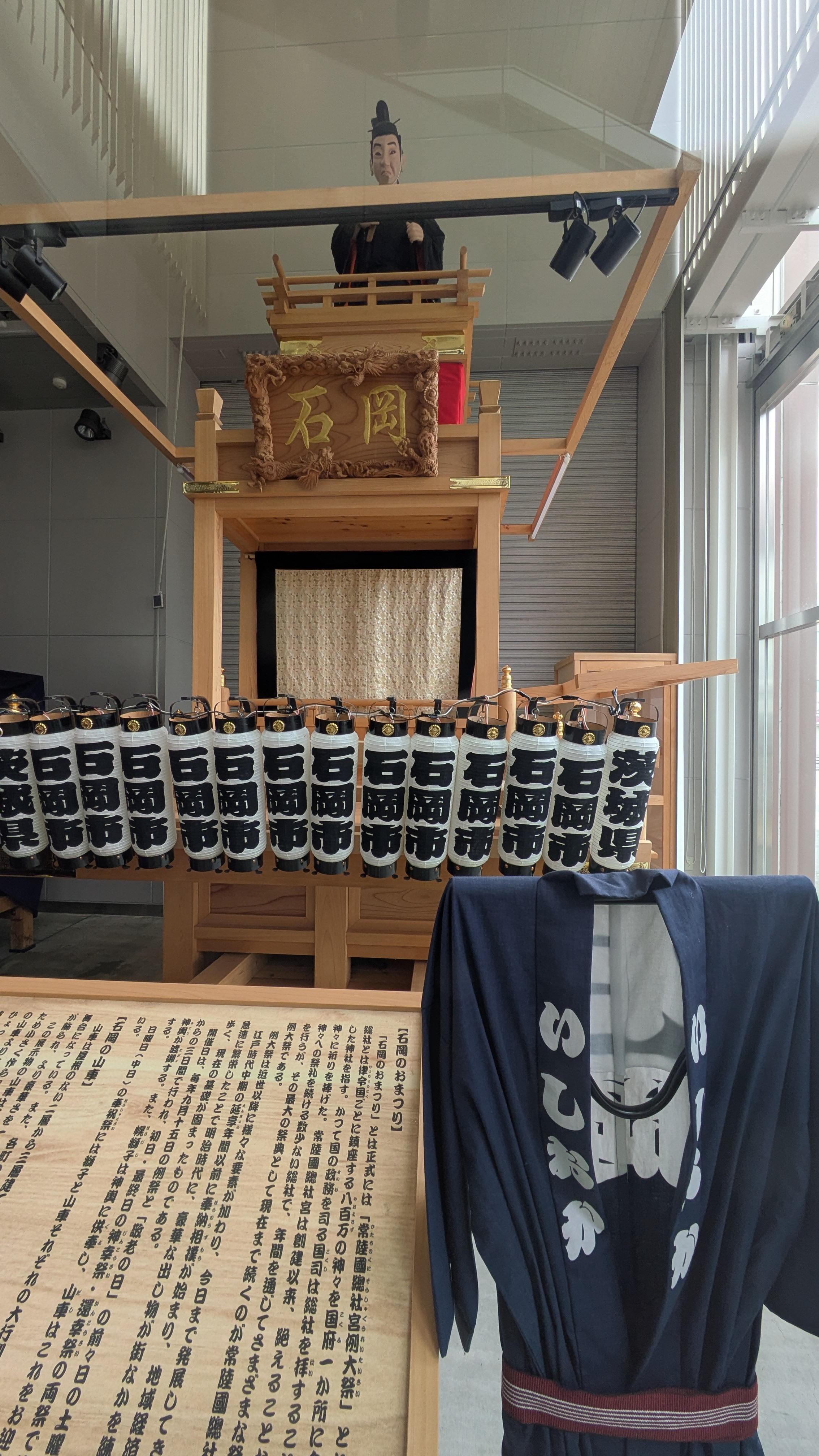

## 背景と目的
この山車の製作計画は、地域の伝統芸能を次世代へ継承し、地域住民や観光客に対して体験を通じた学びの場を提供することを目的としていた。市は、旧金丸町が保有していた山車を修繕し、体験型イベントに活用する方針を立てていた。山車の綱を実際に引く体験や、町内のお囃子の演奏などの具体的なアイデア（駅前や外部イベント（例：柏市・文京区）での展示や体験型イベントでの活用）も示されていた。
当初の活用方法の素案
体験型イベント用山車は、石岡のおまつり期間中に駅前で展示し、来訪者が山車を引く体験を通じて祭りの魅力を体感できるよう活用が計画されていた。また、駅前の閑散時間帯を活性化させる目的で、日中に観光客が楽しめる要素としても期待されていた。さらに、年間を通じて柏市や文京区など市外のイベントにも山車を持ち出し、地域の文化を広く発信する取り組みも想定されていた。ただし、山車に触れる・乗るといった体験は、安全性の観点から一定の制限が設けられる見込みであった。
財源と予算構成
体験型イベント用山車の製作にかかる予算は総額2,500万円で、そのうち半額の1,250万円は地方創生推進交付金の対象として申請された。残る1,250万円についても、90％にあたる1,120万円が一般補助施設整備等事業債で賄われ、さらにそのうち336万円は地方交付税措置の対象となるため、市の実質的な負担は全体の中でも比較的少ない構成となっていた。これにより、市の財政負担を抑えつつ、山車の製作事業を推進する意図があった。

## 当初の計画
石岡市では、地域の伝統文化を活用した体験型イベント用山車の製作を目指し、旧金丸町の山車を修繕して活用する計画が立てられた。しかし、再プロポーザルへの応募がなく、専門業者の調査でも山車の老朽化が著しく「体験型」としての活用は困難と判断された。
市は2019年（令和元年）の決算特別委員会において、「本年度中の交付金を活用した修繕による山車製作につきましては非常に厳しく、断念せざるを状況に至っている」と説明し。この発言は2019年10月21日になされた。

## 当初計画の頓挫
石岡市では、地域の伝統文化を活用した体験型イベント用山車の製作を目指し、旧金丸町の山車を修繕して活用する計画が立てられた。しかし、再プロポーザルへの応募がなく、専門業者の調査でも山車の老朽化が著しく「体験型」としての活用は困難と判断された。

### 計画の変更
市は「体験型」を前提として、進めていた経緯があり、旧金丸町の山車が修復不可能とのことで、山車の新造に方針を変更した。

### 製作・運用上の課題
事業過程では、仕様書の内容に関する理解の難しさや、業者との意思疎通の不備が指摘されている。また、山車の寸法変更、安全面や構造に関する不備、太鼓などの備品が含まれていないなど、製作上の課題も報告された。これらの問題が、事業目的であった「体験型」としての実用性をさらに損なう要因となった。

#### 令和2年度  経済建設消防委員会での「体験型」から「展示」のみに至る経緯

##### 令和2年9月15日 第5回委員会[6]
- 車輪の製作が完了、本体木材は乾燥中。衣装など一部納品済み。
- 鈴木康仁委員：「地元書家や芸術家を活用してはどうか」「実物試験（日焼け検証）も提案」
- 川井幸一委員：「伝承館を保管場所とする案」「町内へ丁寧な説明が必要」
- 山本進委員：「過去に展示で山車が損傷した例がある。慎重な展示が必要」
- 高野要委員長：「伝承館の構造（日光・熱対策）に課題あり」

##### 令和2年11月11日 第7回委員会[7]
- 土台・車輪取り付け完了、2層目着工。安全性配慮のため設計変更（全長短縮・重心調整等）を報告。
- 飯村一夫委員：「重心変更の根拠が曖昧。車軸距離の変化が不安」
- 鈴木康仁委員：「安全面と設計変更の説明が不十分。専門技術者の監修が必要」
- 高野委員長：「事後報告の設計変更は問題。入札後の仕様変更は重大な管理ミス」

##### 令和2年12月15日 第8回委員会[8]
- 材質や外観に対する不信が噴出。「ケヤキ材でない」「見た目が貧相」との批判。
- 鈴木行雄委員・高野委員長：「他市に出せないような出来」「誇れる山車にすべき」
- 鈴木康仁委員：「観光課長が旧町の山車を見ていないのは問題」
- 「イベント用で簡素に」「後世に残す象徴」との説明が矛盾していると批判集中。
- 複数委員：「工期延長してでも材質・意匠を見直すべき」「予算と品質が釣り合っていない」

##### 令和2年12月25日 第9回委員会[9]
- 山車本体9割完成。プロポーザル1社（お祭りの高橋）の経緯説明。
- 川井委員：「イベント用として理解するが、本物との違いは明示すべき」
- 鈴木康仁委員：「サイズ縮小は誤認リスクがある」「輸送費見積もりが甘い」「ケヤキの使用確認を」
- 山本進委員：「運行は危険。展示のみに用途を限定すべき」
- 鈴木行雄委員：「守横町の山車と比較し、費用に見合っていない」
- 岡野孝雄副委員長：「材質変更・タイヤ大型化を要望」
- 飯村委員：「石岡の山車らしさが出ていない」
- 高野委員長（まとめ）：「安全性・材質・予算説明の再検討を強く要請」
- 委員会が正式に費用内訳（総額2,474万円）を観光課に要求。

##### 令和3年1月13日 第10回委員会[4]
- 現地調査を実施。欄間をケヤキに変更、彫刻追加など一部仕様変更を報告。
- 鈴木康仁委員：「納期遅れの可能性あるのでは？」
- 鈴木行雄委員：「他市町に出せるレベルではない。展示活用にすべき」
- 岡野副委員長：「鳴り物は演奏依頼にとどめ、購入せず」
- 川井委員：「進行中の修正は現実的でない。安全性の確保を」
- 高野委員長：「安全性が担保されておらず、市民の信頼を損ねる。設計・契約管理体制が甘い」
- 観光課・契約検査課は体制の甘さを認め、反省を表明。
- 委員長が初めて正式に「体験型として不適」「展示用途に限定すべき」と見解を通告

##### 令和3年3月16日 第12回委員会[10]
- 工期を3月29日まで延長。3層目・仕掛け・金具の設置が残工事。
- PRイベントは新型コロナ感染拡大のため中止。完成のみを目指す方針。
- 山本進委員：ふれあいの森の工期遅延について質問。
- 高野委員長：「委員会の意見は反映されていない」「安全性説明不足」「信頼を損なう可能性がある」  　→ 正式に「展示用途に限定すべき」との委員会見解を次回提出予定と明言

### 展示活用と今後
体験型活用を断念した後、山車は石岡市伝承館での展示を前提に保管されることとなった。展示に際しては、山車の寸法と展示スペースの適合性、出し入れの運用、保管環境の整備などが議論されている。展示にあたっては、引き綱を用いた曳行体験や町内のお囃子演奏など、限定的な体験要素を含めた活用も検討されているが、主たる用途は「展示」である。